# Moses Nyeman
Moses Nyeman, né le 5 novembre 2003 à Monrovia au Liberia, est un joueur libérieno-américain de soccer qui joue au poste de milieu défensif au Minnesota United FC.

## Biographie
Né au Libéria, Moses Nyeman arrive aux États-Unis en 2013, intégrant rapidement l'académie de D.C. United dès 2015,. Il obtient par la suite la nationalité américaine en 2021, alors qu'il vient d'être sélectionné par l'équipe des États-Unis senior,.

### En club
Alors qu'il a déjà commencé à jouer en USL Championship avec Loudoun United, la réserve de D.C. United, Nyeman signe un contrat professionnel avec l'équipe de Major League Soccer, devenant ainsi le treizième Homegrown Player des Black-and-Red, étant à quinze ans le deuxième plus jeune joueur à signer avec le club, derrière Freddy Adu,.
Il fait ses débuts avec D.C. United le 29 août 2020, lors d'une défaite 4-1 en Major League Soccer contre le Union de Philadelphie.
Devenu un élément important de son club et accumulant les titularisations en championnat,, Nyeman termine notamment la saison 2021 dans la liste des 22 meilleurs moins de 22 ans de la MLS.
Néanmoins, la saison 2022 est plus difficile pour Nyeman qui est exclu lors d'une rencontre face au FC Cincinnati le 5 mars 2022 pour le compte de la deuxième semaine d'activités. Par la suite, une blessure l'éloigne des terrains jusqu'à l'été où il fait son retour avec la réserve en inscrivant un but face au San Antonio FC le 10 août en USL Championship. À la fin du mois d'août, il est cependant vendu au SK Beveren, formation belge évoluant en deuxième division. Échouant à participer à la moindre rencontre au cours de la saison 2022-2023, il est prêté au Real Salt Lake le 20 février 2023 et retourne ainsi en Major League Soccer.

### En sélection
Nyeman est international avec l'équipe des moins de 16 ans américains depuis 2019,,, prenant notamment part à une victoire 2-0 en match amical contre les moins de 17 ans américains, où il inscrit le deuxième but de la rencontre.
En juin 2021 il est appelé pour la première fois en équipe des États-Unis senior avec plusieurs autres jeunes promesses du soccer américain, pour préparer la Gold Cup 2021,,, qui sera ensuite remportée par ses compatriotes.